# Monhystera mwerazii
Monhystera mwerazii is een rondwormensoort uit de familie van de Monhysteridae. De wetenschappelijke naam van de soort is voor het eerst geldig gepubliceerd in 1987 door Meyl.